# Sidi Khelifa (Tunisie)
Pour les articles homonymes, voir Sidi Khelifa.
Sidi Khelifa (arabe : سيدي خليفة) est un village tunisien situé à proximité de la ville de Bouficha, à une centaine de kilomètres au sud de Tunis.
Il fait partie de la délégation de Bouficha rattachée au gouvernorat de Sousse. Les habitants sont implantés autour du mausolée du saint patron Sidi Khelifa Solâani, qui s'y serait installé vers la fin du XVIIIe siècle.
Il jouxte un site antique, Pheradi Majus, dont les vestiges mis au jour en 2003 datent du IIe siècle et du IIIe siècle. Ce sont, en particulier, la porte triomphale qui donne accès au forum bordé de locaux commerciaux, d'un nymphée où sourdait l'eau d'une source, d'un temple capitolin, de thermes, etc.
Au sommet de la colline boisée qui surplombe le site se trouvent les parois d'un temple dédié à Vénus et transformé en forteresse à l'époque byzantine (534-698).